# Universidade de Passo Fundo
A Universidade de Passo Fundo (UPF) é uma instituição brasileira de ensino superior privada, fundada em 1968 na cidade de Passo Fundo, Rio Grande do Sul.
É a maior instituição de ensino superior do norte gaúcho, contando com dois campi em Passo Fundo e outros seis em cidades da região: Carazinho, Casca, Lagoa Vermelha, Sarandi e Soledade. Em 2023, a UPF recebeu a nota máxima (cinco) na avaliação do Conceito Institucional do Ministério da Educação (MEC).
A UPF oferece mais de 60 cursos de graduação, 15 cursos de mestrado, nove cursos de doutorado e mais de 250 cursos de pós-graduação lato sensu. Possui cerca de 10 mil estudantes e mais de 100 mil egressos graduados ao longo de sua história. O Centro de Ensino Médio Integrado (Integrado UPF), instituição mantida pela Fundação Universidade de Passo Fundo (FUPF), já formou mais de oito mil estudantes nos níveis fundamental, médio e em cursos técnicos. 
Com uma atuação voltada à comunidade, a UPF ainda desenvolve 60 projetos de extensão e mais de 150 bolsas de pesquisa. Só em 2024, foram cerca de 200 mil pessoas impactadas através das atividades extensionistas da Instituição.

## História
O surgimento de instituições de ensino superior no interior do RS ocorreu de forma relativamente tardia se comparado à capital, que, no final do século XIX, já possuía escolas de Farmácia e Engenharia. 
Em meados do séc. XX, o município de Passo Fundo vivia um intenso processo de êxodo rural que fomentou a criação de cursos ginasiais voltados à formação de professores para atender à crescente demanda de ensino. 

A caminhada rumo à fundação de uma instituição de ensino superior começou com o surgimento da Sociedade Pró-Universidade (SPU), em 1950, e do Consórcio Universitário Católico (CUC), em 1956.

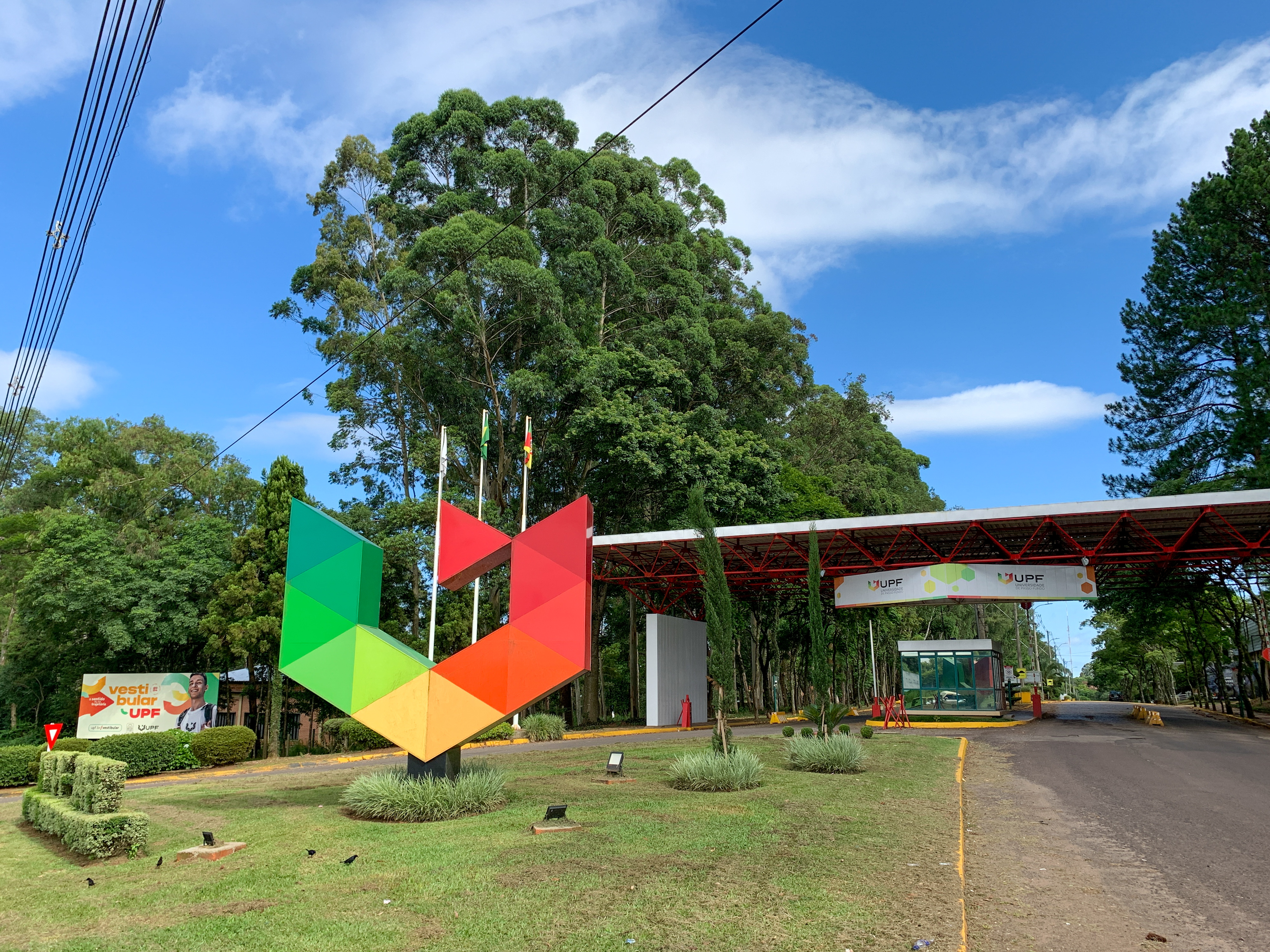
Entrada principal do Campus I, na BR-285

A SPU foi a responsável pela compra do prédio e instalação da Faculdade de Direito, na região central de Passo Fundo e também pela criação de instituições que contemplavam outras áreas do ensino, como as faculdades de Odontologia, Agronomia, Ciências Políticas e Economia e o Instituto de Belas Artes, embriões que se uniram na formação da UPF.
Em 1960, a SPU comprou também a área às margens da BR-285 para a construção da Cidade Universitária, onde hoje fica localizado o Campus I.

### Fundação Universidade de Passo Fundo
A fusão entre CUC e SPU deu origem à Fundação Universidade de Passo Fundo (FUPF) em 1967. Nesse período decidiu-se que a entidade seria administrada por professores.
Um ano após a criação da FUPF, o então presidente da República, Arthur Costa e Silva, e o ministro da Educação, Tarso Dutra, assinaram o decreto que reconhecia a UPF em 2 de abril de 1968. O documento foi publicado no Diário Oficial da União no dia 6 de junho de 1968, data em que se comemora o aniversário da Instituição.

## Estrutura

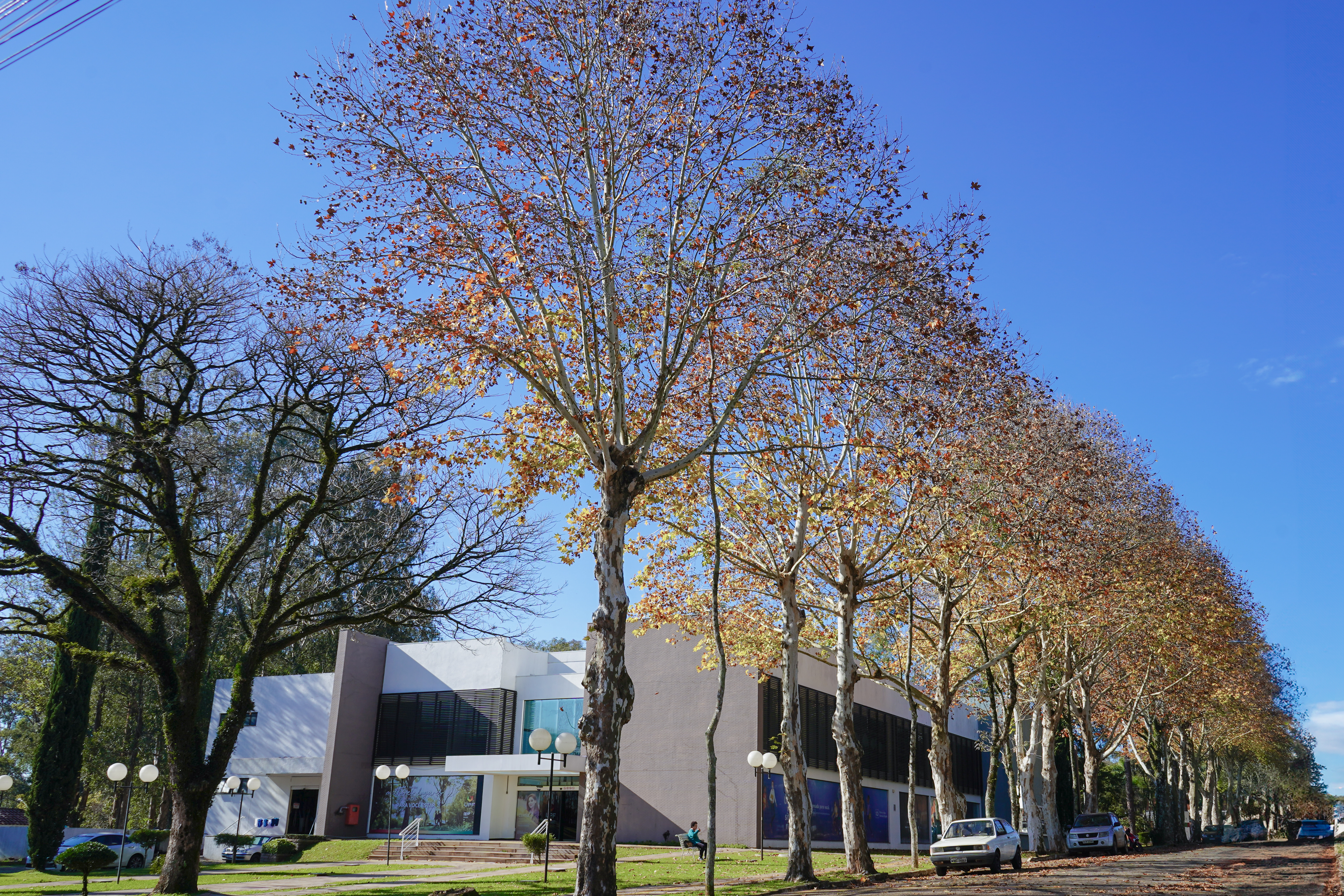
Centro de Convivência, Campus I

Em sua estrutura multicampi, a Universidade conta com auditórios, salas de ensino prático-experimental, áreas de fazenda e campos experimentais, mais de 190 laboratórios, 130 clínicas e cerca de 390 mil títulos no acervo físico da rede de bibliotecas.
Atualmente a estrutura administrativa da Instituição é formada por seis unidades acadêmicas, entre escolas e institutos, contemplando os cursos de graduação e pós-graduação. São elas: Escola de Ciências Agrárias, Inovação e Negócios (Esan); Escola de Ciências Jurídicas (ECJ), Escola de Medicina (Famed); Instituto da Saúde (IS); Instituto de Humanidades, Ciências, Educação e Criatividade (IHCEC); Instituto de Tecnologia (ITec).

### Inovação

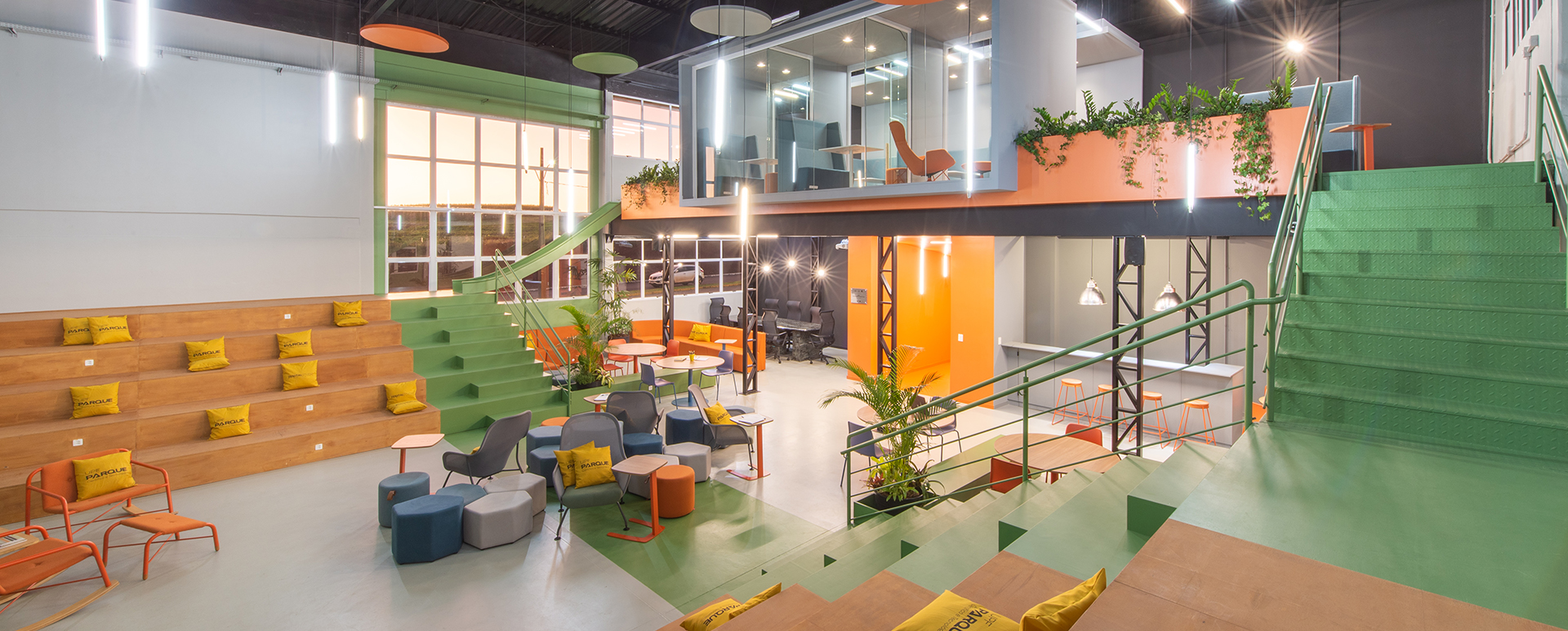
A Arena UPF Parque é um auditório utilizado em atividades e eventos

O UPF Parque Científico e Tecnológico funciona como um ecossistema de inovação conectando o conhecimento acadêmico à realidade de startups e grandes empresas. O UPF Parque tem mais de 4 mil m2 de área construída e 30 empresas incubadas.
Além do UPF Parque, a Universidade de Passo Fundo também está construindo o UPF Valley, projeto de R$ 13 milhões com financiamento da FINEP, e que contempla a construção de novos espaços e a integração da comunidade, beneficiando diretamente 144 municípios da Região da Produção e do Norte do Rio Grande do Sul.

## Reconhecimento
Atualmente, a Universidade de Passo Fundo alcançou nota 5 no MEC, se tornando referência no ensino superior na região norte do RS.
Em 2024, a UPF se consolidou entre as 8 melhores Instituições de Ensino do Rio Grande do Sul, ocupando a 4ª posição entre as universidades comunitárias no ranking da Times Higher Education (THE).
O grande destaque desta edição do THE é a qualidade da pesquisa desenvolvida na Instituição. O ranking aponta a UPF como a 5ª melhor do Estado e entre as 24 melhores do Brasil.

## Galeria de Imagens

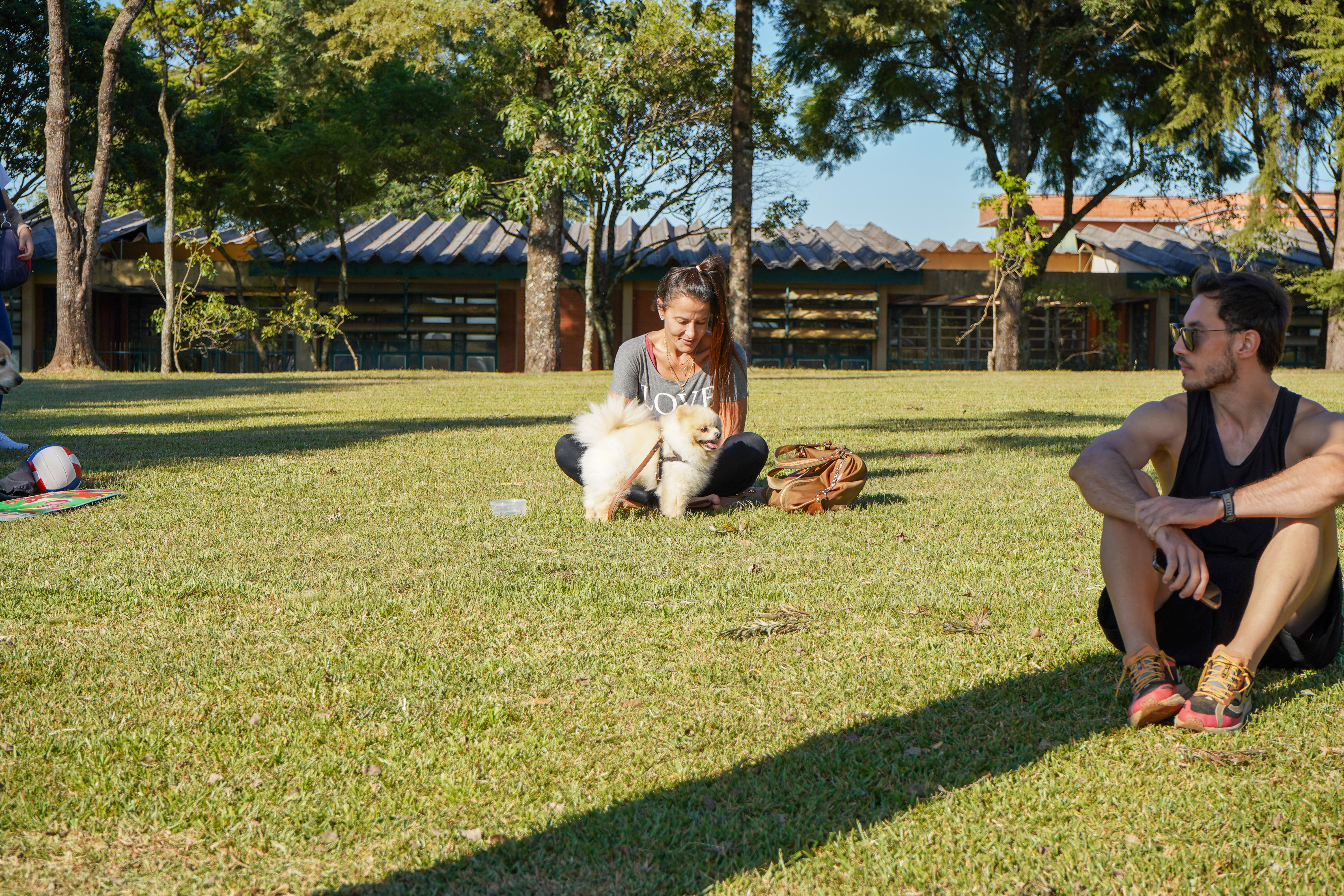
Pessoas aproveitam o espaço do Campus I como área de lazer e recreação
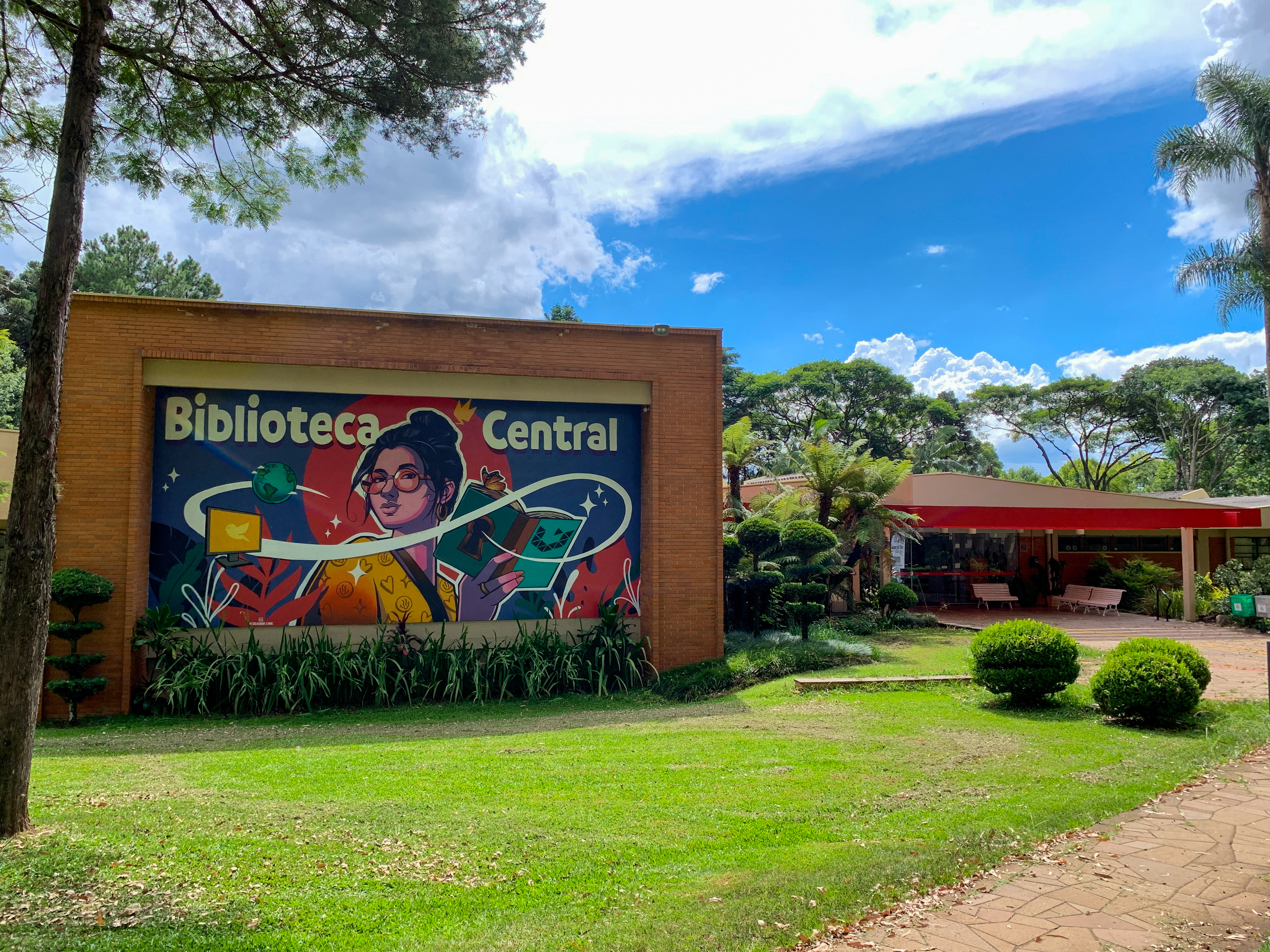
Fachada da Biblioteca Central